# إس دي إل ترادوس
إس دي إل دراتوس (بالإنجليزية: SDL Trados)‏ هي مجموعة برامج ترجمة بمساعدة الحاسوب، ويرجع تطويره إلى الشركة الألمانية ترادوس جي ام بي اتش Trados GmbH وحالياً متوفر في شركة SDL plc تقدم حلول سحابية لتجربة العميل.
وتعتبر شركة قائدة للسوق  في تقديم حلول برامج الترجمة في جميع سلسلة التوريد بما في ذلك المترجمين المستقلين ومقدمي خدمات اللغة
و أقسام اللغة المتعلقة بالشركات والمؤسسات الأكاديمية. 
تقوم شركة إس دي إل SDL أيضاً بتطوير أدوات إنتاجية أخرى مثل إس دي إل ملتيتيرم وإس دي إل باسولو و SDL Language Cloud.

## التاريخ
تم تأسيس شركة ترادوس جي ام بي اتش كشركة مقدمة لخدمات اللغة*
في عام 1984 من قبل جوشن بلا قرون وايكو نيبهاوزنفي شتوتغارت في ألمانيا.
حصلت إس دي إل على ترادوس في عام 2005.

## إعدادات
يقدم إس دي إلك ترادوس عدة أدوات وتطبيقات وهي:
إس دي إل ترادوس ستوديووهو التطبيق الأساسي الذي يقدم بيئة متكاملة لتحرير أو مراجعة الترجمة، وإدارة مشاريع الترجمة، وتنظيم المصطلحات، والاتصال بالترجمة الآلية.
.
إس دي إل ملتيتيرم
وهي أداة لإدارة المصطلحات المدمجة مع تطبيق إس دي إل ترادوس ستوديو لإضافة وتحرير وإدارة المصطلحات.
إس دي إل لانجويج كلاود
توفر وصول آمن لمحركات الترجمة الآلية والتي يمكن الوصول إليها مباشرة من داخل تطبيق إس دي إل ترادوس ستوديو.
إس دي إل آبستوريتضمن تطبيق إس دي إل ترادوس ستوديو عدة تطبيقات في إس دي إل آبستور، وهو سوق على الإنترنت يعرض عدة التطبيقات للمساعدة في
مجال عمليات الترجمة، على سبيل المثال تقديم دعم إضافي لنوع الملف والتشغيل الآلي للمهمة.

## صيغ مستند المصدر المدعومة
يدعم إس دي إل ترادوس ستوديو أكثر من 70 نوع من الملفات والتي تتضمن:
عدة صيغ الترميز والوسم مثل SGML و XML و HTML و XLIFF و SDLXLIFF (وهي الصيغة الأصلية التابعة لترادوس ستوديو) وملفات OpenDocument وملفات النص المباشرة، وملفات الكود المصدر مثل جافا ومايكروسوفت. NET، ومايكروسوفت وورد وإكسل و Bilingual Excel وباوربوينت وبعض صيغ ملفات Adobe مثل PDF و PDF الممسوحة ضوئياً
(تتضمن OCR) و FrameMaker و InDesign

## استعمال ذاكرات الترجمة والمعاجم
صيغة ذاكرة الترجمة (TM) لترادوس هي SDLTM والتي تنحصر على قاعدة البيانات SQLite.
عند إنشاء ذاكرة ترجمة جديدة (تكون في ملف) يقوم إس دي إل ترادوس ستوديو بإنشاء ملف قاعدة بيانات تحفظ فيها جميع وحدات الترجمة. وتحفظ ذاكرة الترجة أيضاً بناء وسياق المعلومات لتربط جميع الأقسام المختلفة ومواقعها في المستند. وهذا يسمح للأداة باختيار القسم الأكثر صلة في ذاكرة الترجمة.
- ملف قاعدة البيانات الرئيسي لذاكرة الترجمة: .sdltm

وفي إصدار سابق لترادوس أُنشات ملفات شبكة عصبية تمكن قابلية البحث المبهم (fuzzy search). وتتكون ذاكرة الترجمة الجديدة من خمس ملفات:
- ملف قاعدة البيانات الرئيسي لذاكرة الترجمة: .tmw
- ملفات الشبكة العصبية: mdf, *.mtf, *.mwf, *.iix

عند نسخ ذاكرة الترجمة، عليك نسخ جميع ملفات ذاكرة الترجمة الخمسة، وإلا فإن سيعرض Translator's Workbench رسالة خطأ عند فتح ذاكرة الترجمة المنسوخة. ويستطيع ترادوس العمل مع ذاكرات الترجمة المعتمد على الخادم.
ويقوم تطبيق ملتيتيرم بالتعامل مع المعاجم ويمكن للمعاجم أن تكون ثنائية اللغة أو متعددة اللغات.

## تكامل الترجمة الآلية وما بعد التحرير
قام إس دي إل ترادوس ستوديو بدمج الترجمة الآلية وما بعد التحرير في سير عمل الترجمة الخاص بها. فإذا تم القيام بإعداد المُعطى المناسب سيقوم إس دي إل ترادوس ستوديو بإدراج ترجمة آلية لوحدة الترجمة (TU) إذا لم يوجد تطابق في ذاكرة الترجمة.يستطيع المترجم حينئذ أن يقيم نتائج الترجمة الآلية للتوضيح.
يقوم إس دي إل ترادوس حالياً بدعم أنظمة الترجمة الآلية التالية: Language Weaver و SDL BeGlobal و SDL LanguageCloud وGoogle Translate.
ويدعم أيضاً التكامل بين Microsoft Translator ونظام ترجمة آلية آخر خلال الـ API المفتوح والخاص به وخلال بنية الملحق في
SDL OpenExchange.

## إس دي إل آبستور
أطلقت إس دي إل في شهر ديسمبر عام 2010 SDL OpenExchange والذي يعرف حالياً باسم إس دي إل آبستور SDL AppStore وهي بوابة ويب تسمح للمطورين المستقلين بدعم الهيكلية المفتوحة للبرامج لإنشاء تطبيقات ووإضافتها لإس دي إل ترادوس ستوديو. يمكن تحميل التطبيقات لإضافة التوظيف المفقود من المنتج الأساسي مثل دعم ملف موروث وإضافة ترجمة آلية جديدة. وفي 15 من شهر ديسمبر عام 2011 تم تحميل ما يزيد على 25,000 تطبيق.
وقد تم إنشاء عدد من الحلول للتعامل مع الإصدارات المختلفة لصيغ ملف ترادوس، ولكن العملية ليست ضد الفشل ومن الواضح أن إس دي إل قد أجابت لشاكوى المستخدم من تعقيد الترخيص والمشاكل بتبسيط نظام الترخيص المستخدم في إطلاق إس دي إل ترادوس ستوديو 2011 فريلانس.
تم توجيه نقد إضافي لإستراتيجية الشركة التسويقية الهجومية ورسوم التدريب الباهظة الثمن.<ref name="SDL_2011_licensing">"SDL Trados Studio 2019 Freelance - Translation Memory Software" en (بالإنجليزية). Archived from the original on 2013-07-05. Retrieved 2012-05-25. {{استشهاد ويب}}: الوسيط غير صالح |script-title=: بادئة مفقودة (help)